# Austrocylindropuntia
Austrocylindropuntia Backeb. è un genere di piante della famiglia delle Cactacee.

## Tassonomia
Il genere comprende le seguenti specie
- Austrocylindropuntia cylindrica (Lam.) Backeb.
- Austrocylindropuntia floccosa (Salm-Dyck) F.Ritter
- Austrocylindropuntia lauliacoana F.Ritter
- Austrocylindropuntia pachypus (K.Schum.) Backeb.
- Austrocylindropuntia shaferi (Britton & Rose) Backeb.
- Austrocylindropuntia subulata (Muehlenpf.) Backeb.
- Austrocylindropuntia vestita (Salm-Dyck) Backeb.